# Момиче за сбогом
Момиче за сбогом е американска романтична комедийна драма от 1977 г., филм, продуциран от Рей Старк, режисиран от Хърбърт Рос, с участието на Ричард Драйфус, Марша Мейсън, Куин Къмингс и Пол Бенедикт. Оригиналният сценарий на Нийл Саймън се фокусира върху странно трио: актьор, чийто приятел му дава под наем своя апартамент в Манхатън, настоящ обитател (бившата приятелка на неговия приятел, който той е изоставил) и нейната малка дъщеря.
Ричард Драйфус печели Оскар за най-добра мъжка роля през 1977 г. за неговото изпълнение на Елиът Гарфилд. По това време той става най-младият мъж, печелил Оскар за най-добър актьор.
Филмът става първата романтична комедия, която спечели повече от 100 милиона долара в бокс офиса.